# Геевский, Игорь Александрович
И́горь Алекса́ндрович Гее́вский (род. 26 февраля 1919 года, Цагвери, Грузия — 26 июня 2002 года, г. Москва, Россия) — советский и российский учёный-американист, специалист по социально-политическим и этническим проблемам США. Доктор исторических наук (1977).

## Биография
В 1942 году окончил Литературный институт, а 1952 году Высшую партийную школу при ЦК КПСС.
В 1966 году в Московской высшей школе профсоюзного движения ВЦСПС защитил диссертацию на соискание учёной степени кандидата исторических наук по теме «Международная деятельность американской федерации труда (1945—1955 годы)».
В 1946—1964 годах работал журналистом, сотрудничал в газете «Комсомольская правда», на Гостелерадио и в других органах массовой информации.
С 1969 года работал в Институте США и Канады АН СССР (РАН).
В 1975 году в Московской высшей школе профсоюзного движения ВЦСПС защищал диссертацию на соискание учёной степени кандидата исторических наук по теме «Политика правящих кругов США и правых лидеров АФТ-КПП в отношении негритянских трудящихся (1945—1968)» (специальность 07.00.04 — история коммунистического и рабочего движения и национально-освободительных движений). В 1977 году в Институте всеобщей истории АН СССР защитил диссертацию на соискание учёной степени доктора исторических наук по теме «Политика правящих кругов США в негритянском вопросе 1945—1968 гг.» (специальность 07.00.03 — всеобщая история)
Награждён Орденом Дружбы.

## Научные труды
- Геевский И. А. Расистская политика американского империализма. — 2-е изд., доп. — М.: Госполитиздат, 1954. — 248 с.
- Геевский И. А. Узы братской дружбы. — М.: Профиздат, 1955. — 83 с.
- Геевский И. А. Верные слуги монополий. — М.: Профиздат, 1962. — 103 с.
- Геевский И. А., Тарасова Г. Т. "Ультра" рвутся в Белый дом. — М.: Госполитиздат, 1963. — 96 с.
- Геевский И. А. Чёрная сотня Америки. — М.: Политиздат, 1970. — 111 с.
- Геевский И. А. США: негритянская проблема: Политика Вашингтона в негритянском вопросе (1945—1972 гг.). — М.: Наука, 1973. — 347 с.
- Геевский И. А. США: тайная война против инакомыслящих: Документальные очерки. — М.: Изд-во Агентства печати "Новости", 1978. — 264 с. (Библиотечка АПН).
- Массовые движения социального протеста в США: (Семидесятые годы) / В. А. Война, И. А. Геевский, Е. Н. Ершова и др.; Отв. ред. И. А. Геевский, Л. А. Салычева]. — М.: Наука, 1978. — 343 с.
- Мафия, ЦРУ, Уотергейт: Очерки об организации преступности и политических нравах в США. — М.: Политиздат, 1980. — 288 с. (Империализм: События. Факты. Документы).
  - Мафия, ЦРУ, Уотергейт: Очерки об организованной преступности и политически нравах в США. — 2-е изд., доп. — М.: Политиздат, 1983. — 288 с. (Империализм: События. Факты. Документы).
- Геевский И. А., Червонная С. А. Душители демократии в роли "борцов" за права человека. — М.: Знание, 1982. — 64 с. (Библиотечка "Актуальных проблем современной идеологической борьбы").
- Геевский И. А., Червонная С. А. Под кодовым названием и без...: За кулисами американской политики. Документально-художественные очерки. — М.: Изд-во агентства печати "Новости", 1985. — 325 с. (Б-чка АПН).
- Геевский И. А., Червонная С. А. Национальный вопрос в общественно-политической жизни США / Отв. ред. А. А. Кокошин. — М.: Наука, 1985. — 273 с.
- Баграмов Э. А., Геевский И. А. Национальный вопрос: две системы — два подхода. — М.: Знание, 1985. — 92 с. (Б-чка "Актуальные вопросы контрпропаганды").
- Геевский И. А. Чёрные американцы в истории США. 1917—1985 (1986) (в соавторстве);
- США. Конституция и права граждан / И. А. Геевский, А. А. Мишин, В. М. Николайчик и др.; Редкол.: И. А. Геевский (отв. ред.) и др.; АН СССР, Ин-т США и Канады. — М.: Мысль, 1987. — 317 с.
- Геевский И. А., Сетунский Н. К. Американская мозаика. — М.: Политиздат, 1991. — 445 с. ISBN 5-250-01193-4
- Геевский И. А. Любви таинственная власть: От древности до наших дней. — М.: Мысль, 1995. — 386 с. ISBN 5-244-00723-8
- Геевский И. А. Американки на работе, в семье и в интимной жизни (1997);
- Геевский И. А. Президент Кеннеди: убийство века, загадка века / Рос. акад. наук. Ин-т Соедин. Штатов Америки и Канады. - М.: Институт США и Канады РАН, 1999. — 70 с. ISBN 5-89587-023-6
- Геевский И. А. Семья Кеннеди: тайны, трагедии, частная жизнь / Рос. акад. наук. Ин-т США и Канады. — М. : ИСКРАН, 2003. — 179 с. ISBN 5-89587-064-3 : 100
- Геевский И. А., Иванов Р. Ф. Клан Кеннеди и убийство XX века. — М.: Вече, 2003. — 447 с. (Особый архив). ISBN 5-9533-0053-0, 5000 экз.

## Проза
- Черняк В. Л., Геевский И. А. Тридцать пятое сентября: Повесть. — М. : Прометей, 1990. — 72 с. (Детектив; 6).